# Авенариус, Александр
Александр Авенариус (словац. Alexander Avenarius; 16 мая 1942 г., Мартин — 26 октября 2004 г., Братислава) — словацкий историк-византинист, специализирующийся на истории и культуре Византии и славян. Племянник писателя Ладислава Млячека.

## Биография
Сын русского эмигранта-аристократа, мать происходила из моравской семьи из Валашских Клобуков. Изучал архивное дело на факультете искусств университета имени Коменского.
Он работал в Словацкой академии наук. В своей научной работе он сосредоточился на более древней истории Восточной Европы. Во время нормализации он не мог продолжать свою научную деятельность по политическим причинам и работал в Словацком институте памятников в Братиславе. С тех пор он также посвятил себя истории искусства. С помощью своего дяди Ладислава Млячека ему удалось опубликовать свою первую научную монографию Die Awaren in Europa (рус. Аварцы в Европе), которая получила хорошую репутацию в зарубежных научных кругах. Постепенно он начал изучать историю Византии и Восточной Европы. С 1984 года работал в Историческом институте Словацкой академии наук. В 1988 году защитил кандидатскую диссертацию. После 1989 года некоторое время работал в зарубежных университетах Бонна, Парижа, Пизы, Мюнхена и Мюнстера. Он основал специализацию византистике на факультете искусств Карлова университета в Братиславе, а также читал лекции в Трнавском университете. Наконец, его педагогическая деятельность закончилась на православном богословском факультете Прешовского университета, где он стал доцентом в 1998 году, а в 2002 году был назначен профессором.

## Монография
- 1974 — Авары в Еврепе
- 1992 — соавтор коллективного произведения История Византии (Прага, Academia, 1992 ISBN 80-200-0454-8)
- 1992 — Византийская культура в славянской среде в VI—XII вв. ISBN 80-224-0359-8
- 1998 — Византийское иконоборчество: век борьбы за икону. (Братислава, Веда ISBN 80-224-0582-5)
- 2000 — Византийская культура и славяне
- 2016 — Византийская борьба за икону: к вопросу о восточноевропейской символике. Прешов: Прешовский университет, православный богословский факультет, 2016. ISBN 978-80-555-1571-7.